# Opalios
Opalios (що означає «опал», посилання на опалізацію) — вимерлий рід із пізньокрейдяної (сеноманської) формації Гріман-Крік в Австралії. Рід містить один вид, O. splendens, відомий з фрагмента лівої нижньої щелепи.